# Drapeau des Antilles néerlandaises
Le drapeau des Antilles néerlandaises était blanc, avec une bande horizontale bleue au centre superposée sur une bande verticale rouge, également centrée ; cinq étoiles blanches à cinq branches sont placées au centre de la bande bleue. Ces cinq étoiles représentent les cinq îles principales de Bonaire, Curaçao, Saba, Saint-Eustache (Sint Eustatius) et Saint-Martin (Sint Maarten).

1959-1986

Auparavant, les antilles comprenait également Aruba qui fit sécession en 1986. Le drapeau comportait alors une étoile de plus. Celle-ci était située en haut du polygone, formant un hexagone.
En octobre 2010, c'est au tour de Sint Maarten et de Curaçao d'obtenir leur autonomie. Les Antilles néerlandaises sont alors dissoutes.